# Trou-du-Nord
Trou-du-Nord (en créole haïtien : Twou dinò) est une commune d'Haïti située dans le département du Nord-Est. La commune est le chef-lieu de l'Arrondissement de Trou-du-Nord.
La commune de Trou-du-Nord s'appelait autrefois Trou de Jacquezyl[réf. souhaitée].

## Démographie
La commune est peuplée de 44 498 habitants(recensement par estimation de 2009).

## Administration
La commune est composée des sections communales de :
- Garcin
- Roucou
- Roche-Plate
- Pilette
- Bassin Tournent
- Monsignac
- Frache
- Caracol
- Tantasyon (Démosthène Lochard)
- Devarin
- Ti roche

## Économie
L'économie locale repose sur l'élevage, l'agriculture (canne à sucre, figue, banane, sisal, tabac un parc industriel et fruits divers) et le petit commerce.

## Enseignement
Trou-du-Nord possède plusieurs écoles élémentaires et secondaires ainsi que deux lycées, le Lycée National Henri Christophe et le Lycée Gabriël Bien-Aimé.

## Personnalités liées à la commune
- Armand de Belzunce (1722-1763) y est décédé.
- Jovenel Moïse (1968-2021), président de la République d'Haïti de 2017 à 2021.